# Kočara
Kočara (Abchazsky:Кәачира, gruzínsky კოჩარა – Kočara) je vesnice v Abcházii v okresu Očamčyra. Nachází se severozápadně od okresního města Očamčyra. Ve vesnici žije 277 obyvatel, z nichž 85,2 % jsou Abcházci. V rámci Abcházie má status obecního centra.

## Hranice
Na severu obec hraničí s obcí Guada, na východě s obcemi Člou a Mokva, na jihu s obcí Aradu a na západě s obcemi Labra, Kutol a Džgerda.

## Demografie
Ve vesnici žilo v roce 2011 277 obyvatel, z nichž 85,2 % jsou Abcházci, 7,6 % Gruzínci, 3,6 % Rusové a 0,4 % Arméni. První dochované sčítání lidu zde proběhlo až v roce 1926, při kterém zde žilo 1 631 obyvatel a většina byli Gruzínci (rok 1926 byl až po křesťanské kolonizaci Abcházie a lze předpokládat, že před ní (před osmdesátými a devadesátými lety 19. stol.) zde žila většina Abcházců). V roce 1959 zde žilo 3 678 obyvatel, v roce 1989 zde žilo 4 575 obyvatel. Po válce v letech 1992–1993 z vesnice odešla většina Gruzínců.

## Historické dělení
Arakič se historicky dělí na šest částí:
- Vekuaa Pchabla
- Kačira Agu
- Kjatuan
- Labra
- Člou
- Cchenskar